# Paramicromerys scharffi
Paramicromerys scharffi är en spindelart som beskrevs av Huber 2003. Paramicromerys scharffi ingår i släktet Paramicromerys och familjen dallerspindlar.
Artens utbredningsområde är Madagaskar. Inga underarter finns listade i Catalogue of Life.